# Ян Дюссек
Ян-Ладіслав Дусік (чеськ. Jan Ladislav Dusík, також Душек, Дусек чеськ. Dušek, нім. Duschek, Düssek; 12 лютого 1760, Часлав, Богемське королівство — 20 березня 1812, Сен-Жермен-ан-Ле, Франція) — чеський композитор і піаніст.